# Andrea Kurth
Andrea Kurth (30 de septiembre de 1957) es una deportista de la RDA que compitió en remo.
Participó en los Juegos Olímpicos de Montreal 1976, obteniendo una medalla de oro en la prueba de cuatro con timonel. Ganó una medalla de oro en el Campeonato Mundial de Remo de 1977.

## Palmarés internacional
| Juegos Olímpicos   | Juegos Olímpicos         | Juegos Olímpicos | Juegos Olímpicos   |
| Año                | Lugar                    | Medalla          | Prueba             |
| ------------------ | ------------------------ | ---------------- | ------------------ |
| 1976               | Montreal (Canadá)        | Medalla de oro   | Cuatro con timonel |
| Campeonato Mundial |                          |                  |                    |
| Año                | Lugar                    | Medalla          | Prueba             |
| 1977               | Ámsterdam (Países Bajos) | Medalla de oro   | Ocho con timonel   |